# Hybanthus concolor
Hybanthus concolor là một loài thực vật có hoa trong họ Hoa tím. Loài này được (T.F. Forst.) Spreng. mô tả khoa học đầu tiên năm 1824.

## Hình ảnh

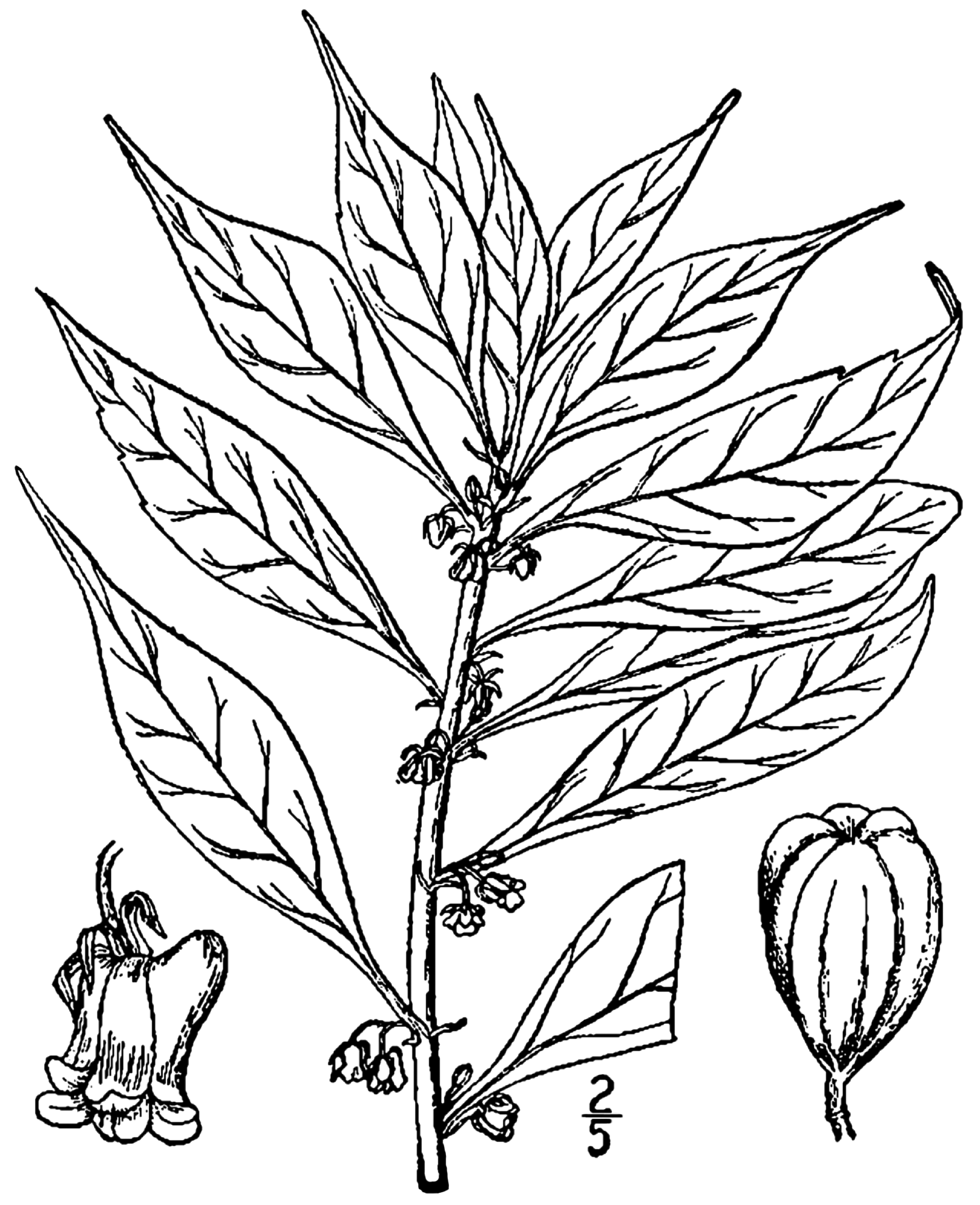